# 굿바이 데이 (2002년 영화)
"굿바이 데이"(Goodbye Day)는 한국에서 제작된 이정범 감독의 2002년 영화이다. 이선균 등이 주연으로 출연하였고 이정범 등이 제작에 참여하였다.

## 출연

### 주연
- 이선균
- 최준영
- 민대식

## 기타
- 동시녹음: 이공주
- 미술: 이정범